# Kongarovo
Kongarovo (en rus: Конгарово) és un poble de la República de Khakàssia, a Rússia, que en el cens del 2010 tenia 74 habitants. Pertany al districte d'Ordjonikídzevski.